# Westermarkelsdorfs fyr
Westermarkelsdorfs fyr, ibland även kallad Fyren vid Hakenorth, är en kulturminnesmärkt fyr på ön Fehmarn i distriktet Ostholstein i det tyska förbundslandet Schleswig-Holstein. Fyrtornet står på öns nordvästra hörn och fungerar som ett orienterings- och varningsljus som visar vägen in i Fehmarn bält. Den gamla fyren ersattes av en ny den 7 juli 2021. Det gamla tornet finns fortfarande kvar, men är nu utan funktion.

## Nytt torn

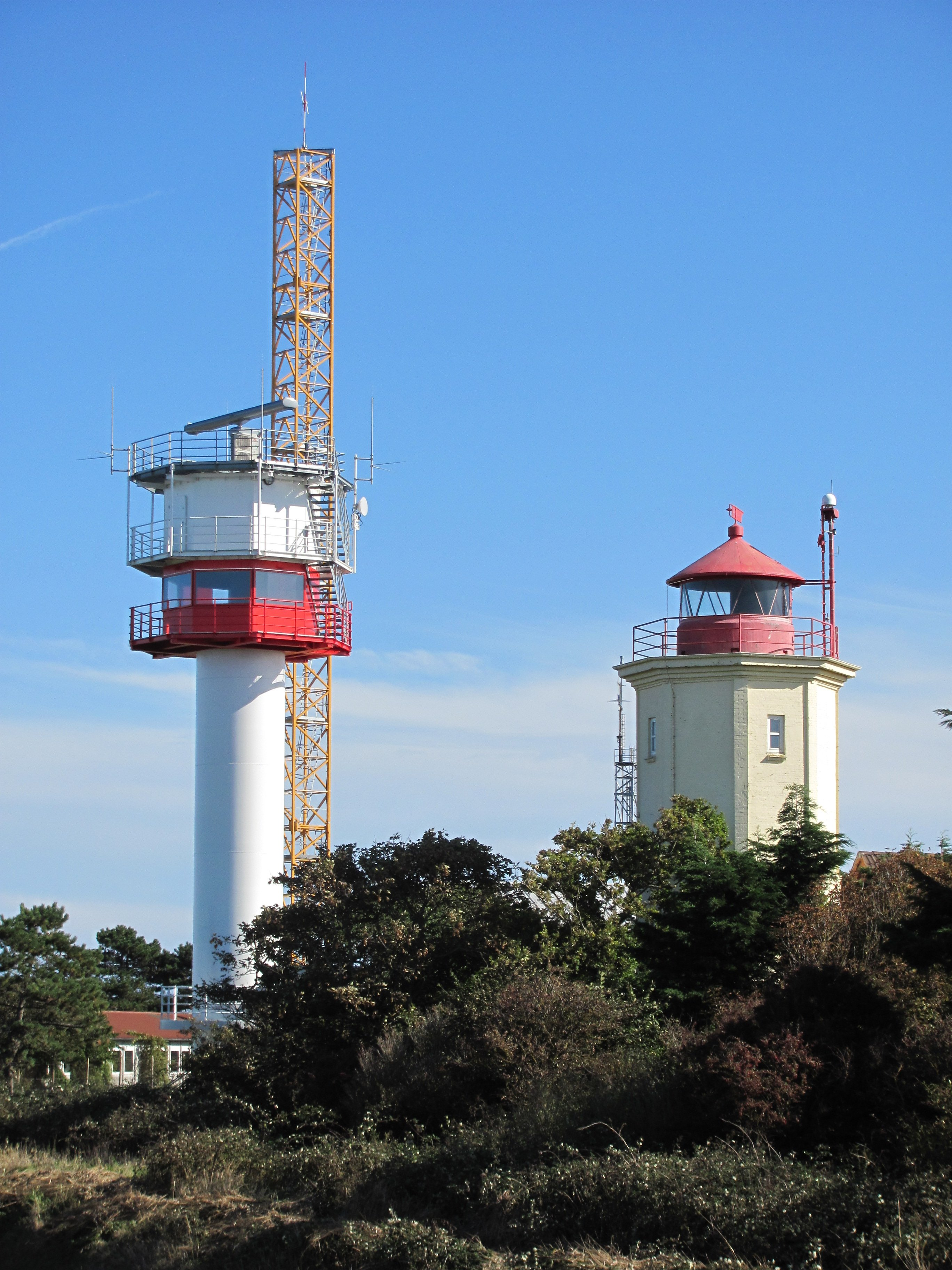
Nya tornet

Wasserstraßen- und Schifffahrtsamt Ostsee lät bygga en ny fyr eftersom den gamla inte längre uppfyllde kraven. Den uppfördes hösten 2020 på ett avstånd av 29,5 m nordost om den gamla fyren. Det vita tornet har ett rött lanternhus och en vit driftvåning med en radarantenn på taket. Totalhöjden är 23,83 meter, fyrlampans höjd är 16,5 meter över medelvattennivå. Fyrens nominella lysvidden är i de vita sektorerna 17 nautiska mil, i de röda sektorerna 13 nautiska mil. Det finns fem nyanser i de tre inre av fyrens fem sektorer.
Det nya tornet togs i drift den 7 juli 2021.

## Nautiskt
För fyren i Westermarkelsdorf ansvarar WSA Ostsee och den fjärrövervakas av trafikcentralen i Travemünde. På en roterande skärm visas identifieringen Blk. 10 s = 2,5 s + (7,5) s genereras.

## Gamla tornet

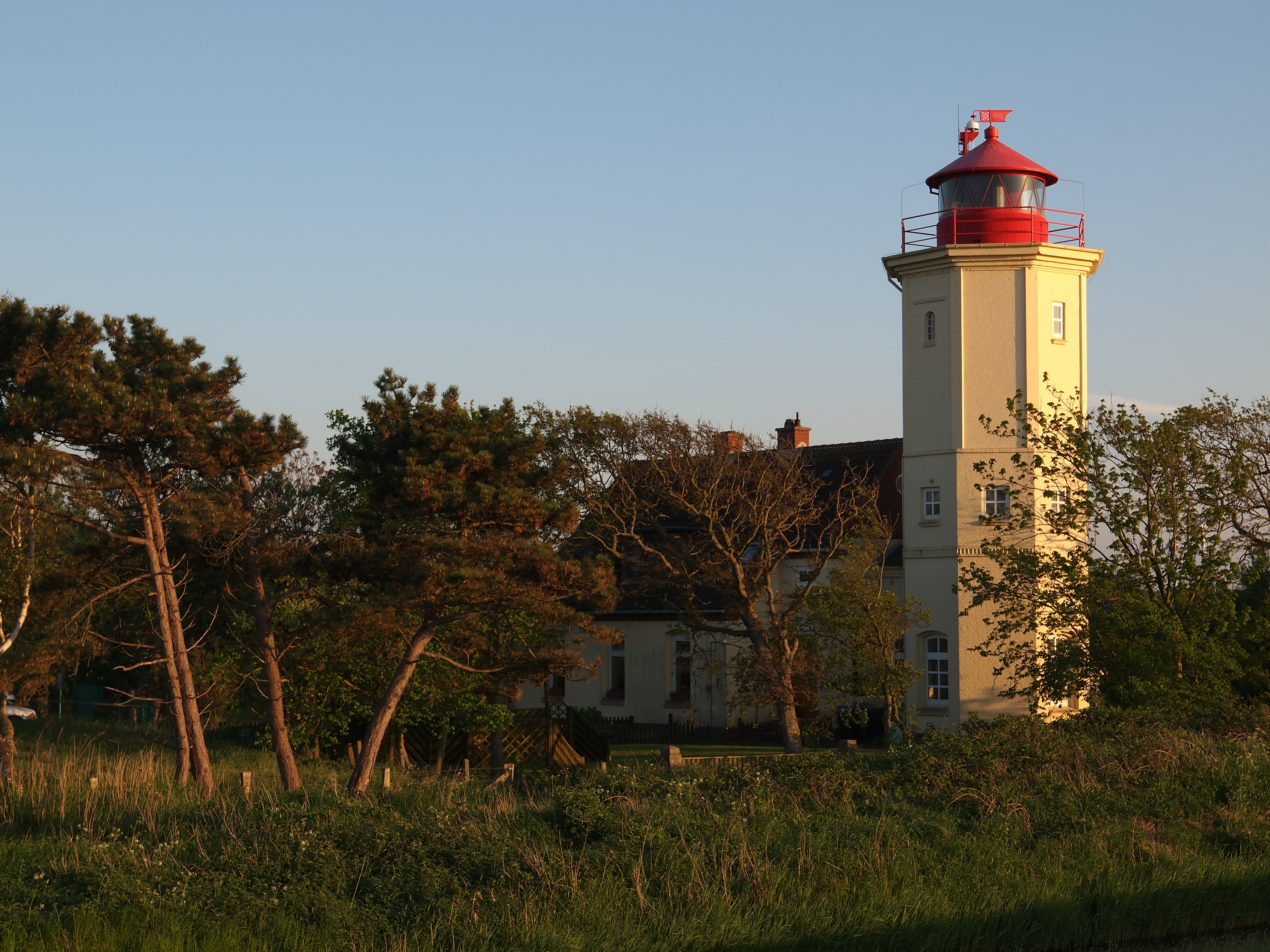
Gammal fyr Westermarkelsdorf

Den gamla fyren är åttkantig och byggd av tegel. Fyrvaktarbostaden ligger i direkt anslutning och är liksom tornet målad i en mörkbeige färg. Tornet, som ursprungligen var drygt tio meter högt, höjdes 1902 till 17,7 meter.
I närheten och i själva fyren finns en mätstation från tyska vädertjänsten mätstation Westermarkelsdorf.

### Teknik
Ljuskällan var ursprungligen en paraffinlampa med två vekar, som 1922 ersattes av en bensenglödbrännare. Fyren har drivits elektriskt sedan 1924.
Fram till dess att fyren togs ur drift var tornet utrustat med den ursprungliga bälteslampan, brännvidd 250 millimeter, från 1924. Från 1999 användes en HQI-T-400-W halogenurladdningslampa, som genererade en ljusstyrka på 33104 candela. En nödgenerator finns tillgänglig i händelse av strömavbrott.

## Östersjöproppen

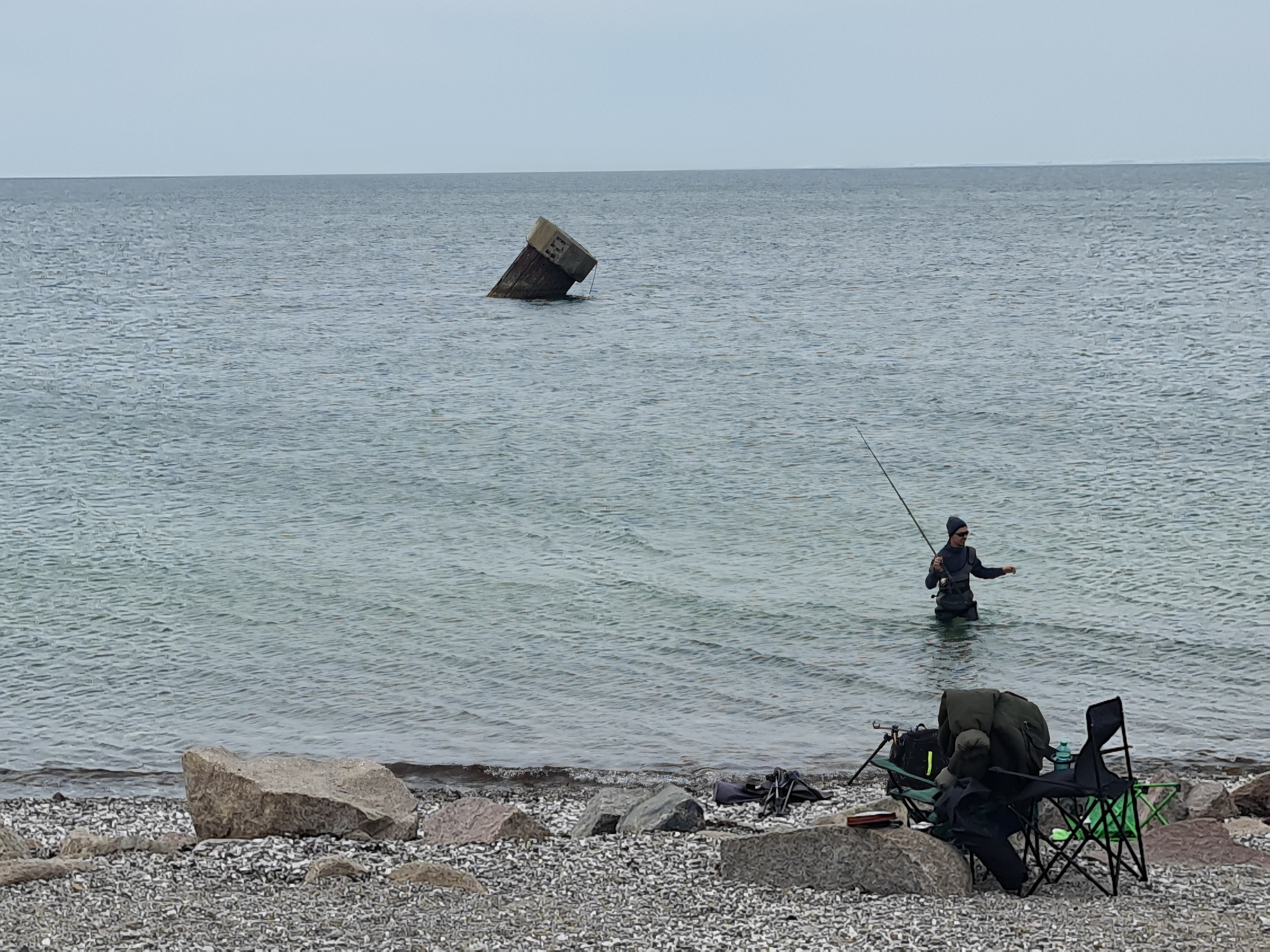
"Ostseestöpseln" (Östersjöproppen) på stranden i Westermarkelsdorf

Cirka 950 meter sydväst om fyren, 90 meter från stranden, ligger den så kallade Ostseestöpsel (Östersjöproppen), en sluttande ståldelfin med en 10-kantad betongkant. Från 1935 till 1942 var en mätare med varningsljus monterad på denna delfin, som drevs av Westermarkelsdorfs fyr.
Den uppfördes som en säkerhetsåtgärd efter att fartyg gått på grund på en sandbank utanför Westermarkelsdorf trots den befintliga fyren och Fyrskeppet Fehmarnbelt. Dykdalben som var förankrad på fyra meters djup i havsbottnen trycktes undan av packisen vintern 1942 och togs därefter ur drift.
På grund av sin likhet med en badkarspropp har den sedan dess i folkmun kallats "Östersjöproppen". Enligt Fehmarn-legenden, som är särskilt populär bland barn, skulle Östersjövattnet försvinna ner i avloppet som i ett badkar om man drog ut den.

## Webblänkar
- Wikimedia Commons har media som rör Westermarkelsdorf.
- ”Fyrtorn Westermarkelsdorf”. Lübecks kontor för vattenvägar och sjöfart. http://www.wsv.de/wsa-hl/wasserstrassen/bauwerke/leuchttuerme/lt_westermarkelsdorf/index.html.[död länk]